# Battaglia del Çunukbahir
La battaglia del Çunukbahir si svolse dal 6 al 10 agosto 1915, durante la campagna di Gallipoli, nel secondo anno della prima guerra mondiale. Gli scontri ebbero luogo sul rilievo chiamato Çunukbahir, sulla penisola turca di Gallipoli, tra l'esercito dell'Impero britannico e l'esercito turco.

## Antefatti
La battaglia faceva parte di una serie di diversivi attuati dai britannici per distogliere l'attenzione dei difensori turchi da un'offensiva più ampia, l'offensiva d'agosto, il cui intento era di ottenere il controllo della penisola di Gallipoli e dello stretto adiacente.
Alle 19:30 del 6 agosto, poco dopo l'attacco a Lone Pine, il brigadiere generale John Monash guidò la 4ª Brigata australiana (13º, 14º, 15º e 16º Battaglione) lungo una strada da poco realizzata. Durante la sua marcia, la 4ª Brigata sentì sul fianco destro il frastuono dell'assalto neozelandese ai piedi della cresta vicina. Il loro obiettivo era di liberare la strada per l'assalto (sempre neozelandese) al Çunukbahir, alle prime luci del 7 agosto. Durante la notte gli scontri si risolsero in un grande successo per i neozelandesi.

## Battaglia

### 6 agosto
La brigata neozelandese (battaglioni Otago, Auckland, Wellington e Canterbury) iniziò la scalata di una cresta coperta dalla macchia mediterranea di fronte a Çunukbahir. Gli uomini di Monash, accompagnati dalla 40ª Brigata britannica e dalla 29ª Brigata indiana, proseguirono fino alle pendici ovest della quota 971, Koja Çemen Tepe. Durante la notte però si persero e all'alba si trovarono ben distanti dalle posizioni che avrebbero dovuto raggiungere per attaccare la Quota 971; fu ordinato allora di fermarsi e di trincerare la zona. Nessuna delle brigate era in una posizione utile per attaccare, solo i neozelandesi, superato l'apice di alcuni pendii che furono chiamato Rhododendron Ridge (Cresta del Rododendro), poterono avvistare il Çunukbahir pochi chilometri più avanti.

### 7 agosto
Fu a questo punto, all'alba del 7 agosto 1915, che accadde una delle più conosciute tragedie australiane a Gallipoli, la strage della 3ª Brigata di cavalleria leggera sul "Nek". Prima dell'alba dello stesso giorno, il battagliane che guidava le truppe neozelandesi, l'Otago, raggiunse il Çunukbahir. Il generale Birdwood, comandante delle forze dell'ANZAC, concesse alla cavalleria di fornire tutto il supporto possibile all'assalto al Çunukbahir, sull'assunto che se i rinforzi turchi fossero stati tenuti lontani dalla cima del rilievo, anche per una mezz'ora, il principale obiettivo dell'offensiva poteva essere raggiunto.
Alle 04:30 la prima ondata dell'8º Reggimento di cavalleria uscì dalle trincee e avanzò verso le linee turche del Nek; alcuni minuti dopo, partì anche la seconda ondata. In appena mezz'ora, altre due ondate, del 10º Reggimento, incontrarono la medesima sorte.

### 8 agosto
L'8 agosto vide i combattimenti più feroci per i neozelandesi durante l'attacco al Çunukbahir, preliminare di un assalto generale alle linee turche. Le linee dell'Impero britannico era divise in tre parti: a destra vi erano i neozelandesi del generale di brigata F.E. Johnston, il quale ricevette l'ordine di assaltare il Çunukbahir all'alba. Con il reggimento di Maori vi era un'altra brigata neozelandese, la 26ª Batteria di artiglieria da montagna indiana, il reggimento neozelandese Auckland e due reggimenti inglesi (il 7º e l'8º della 13ª Divisione britannica). Le unità al centro e a sinistra, comandate dal generale H.V. Cox, erano una batteria a cavallo indiana e alcune unità dei reggimenti britannici Warwick, Worcester, North Staffords e South Lancashire.
I Maori avanzarono in un'alba cupa e con un deciso assalto ottennero una buona posizione sulla cresta, dove cominciarono a trincerarsi. In tutto il fianco destro alleato vi era un'unica mitragliatrice, e durante gli scontri i turchi concentrarono così il loro fuoco sull'arma colpendo il tenente Waldren, il caporale Ferris ed altri sette uomini (tutti, uno dopo l'altro, prendevano il posto del compagno ferito o ucciso alla mitragliatrice) prima che l'arma pesante fosse portata via.
Dopo aver conquistato la cima i neozelandesi dovettero respingere i contrattacchi turchi, con pesanti perdite dovute ad ogni sorta di arma nemica, dall'artiglieria alla baionetta. Oltre che contro i nemici, i neozelandesi dovettero combattere anche contro il caldo, la sete e gli effetti psicologici della battaglia. Nonostante tutto, riuscirono a trincerarsi saldamente sulla cima del Çunukbahir e tennero la posizione per alcuni giorni.

### 9 - 10 agosto
Vista l'incapacità di riuscire a riprendere il controllo del colle, il generale turco Mustafa Kemal inviò sul posto dei rinforzi e preparò i suoi uomini all'attacco decisivo. Sotto l'imponente fuoco che i turchi sfoggiarono per riprendersi la cima, i neozelandesi resistettero solo aggrappandosi alla loro disperata tenacia, fino alla notte tra il 9 e il 10 agosto quando, in assenza di cibo e di riposo, dovettero ritirarsi. I neozelandesi furono rimpiazzati da soli due battaglioni britannici, il 6º Nord Lancashire e il 5º Wiltshires, per via delle ridotte dimensioni delle trincee. I turchi diedero inizio ad un tremendo assalto alle prime luci del 10 agosto, riprendendosi la cima del Çunukbahir. Il colle fu perso definitivamente e nessun soldato britannico o delle colonie riuscirà più a raggiungere la sommità del rilievo.

## Conseguenze
La sconfitta britannica, assieme alle altre sconfitte durante le operazioni diversive, costrinse l'alto comando ad annullare la massiccia offensiva programmata. Dei 400 Maori che assaltarono il Çunukbahir, 17 furono uccisi, 89 furono feriti e 2 risultarono dispersi.